# The Old Man and the Lisa
The Old Man and the Lisa, llamado El viejo y Lisa en España y El viejo y la Lisa en Hispanoamérica, es un episodio perteneciente a la octava temporada de la serie animada Los Simpson, estrenado originalmente en la cadena FOX el 20 de abril de 1997. En el episodio, el Sr. Burns cae en bancarrota y le pide ayuda a Lisa para ser rico de nuevo. Fue dirigido por Mark Kirkland y escrito por John Swartzwelder.

## Sinopsis
Todo comienza cuando el Sr. Burns habla con los alumnos del Club de Reciclaje de la Escuela Primaria de Springfield y, luego de una charla con Lisa, descubre que no tiene tanto dinero como el que piensa. Después, se da cuenta de que había perdido mucho dinero debido a la Gran Depresión y decide ganarlo de nuevo. Mientras pensaba en esos planes, continúa gastando dinero y queda en bancarrota. El banco le quita la Planta Nuclear y su Mansión. Hay una escena de este capítulo en la que se muestra a Burns mudándose, mientras Bret Hart recorre la casa con una vendedora, con la intención de comprarla.
El Sr. Burns se muda con Smithers, y, queriendo serle útil, decide ayudarlo yendo de compras al supermercado. Sin embargo, al no estar familiarizado con las compras, se confunde al ketchup con el cátsup, causando que los vendedores crean que Burns estaba senil. Luego, los encargados lo envían al Asilo de Springfield. Allí, Burns se encuentra nuevamente con Lisa y, viendo que la niña era inteligente y determinada, le ruega que lo ayude a recuperar su fortuna. Ella acepta, con la condición de que él deje de ser malvado, y ambos comienzan a ganar mucho dinero mediante el reciclaje. 
El Sr. Burns, entusiasmado, comienza a reciclar todo lo que encuentra, haciendo que Lisa piense que había cambiado para bien. Pronto, Burns gana mucho dinero y decide abrir su propia planta de reciclaje. Burns le da a Lisa un recorrido por la planta, mostrándole que todo en ella estaba hecho de material reciclado. Al principio, Lisa queda impresionada, pero luego Burns le muestra su "mejor parte". Había puesto millones de aros de plástico unidos, formando una gran red, la cual era sumergida en el océano y retiraba con ella toda clase de animales y plantas marinos. Los productos del mar formaban una pasta, llamada "La Pasta de la pequeña Lisa", y se utilizaba como químico industrial. Lisa queda horrorizada: le dice a Burns que sigue siendo malvado, y sale corriendo por las calles a decirle a la gente que deje de reciclar. 
El Sr. Burns, más tarde, visita a Lisa y le dice que había vendido la planta de reciclaje por 120 millones de dólares y que había decidido darle, por su ayuda, el 10% de las ganancias. Lisa decide que no puede aceptar el cheque, sabiendo de donde proviene, lo que hace que a Homer le dé su cuarto ataque cardíaco. En el hospital, Lisa se disculpa con Homer por los ataques, y él la perdona y le dice que 12.000 dólares no son mucho dinero en la actualidad. Cuando Lisa le dice a su padre cuánto es el 10% de 120 millones en realidad (12 millones), Homer debe ser atendido de urgencia.

## Producción
El episodio se basó en una idea de David X. Cohen aunque fue escrito por John Swartzwelder, quien ha escrito muchos episodios de Los Simpson cuya temática está relacionada con el medio ambiente. Esto lo llevó a ser llamado "el consciente de los escritores" a pesar de haberse declarado a sí mismo como un "anti-ecologista". En el guion original del episodio, describe el centro de reciclaje como "un par de hippies rodeados de basura". Dos títulos alternativos del episodio fueron "Lisa and Burns", de Cohen, y "Burns Goes Broke", de Swartzwelder.
Los escritores querían hacer un episodio en el cual Burns cayera en bancarrota y mostrar cómo sería en el mundo real. La idea de la planta de reciclaje fue porque si un plan de Burns no incluía algo malvado, simplemente se estaba cambiando la personalidad del personaje. Burns realmente trataba de cambiar y esto se ve reflejado en el final, cuando le da a Lisa una parte de sus ganancias. Burns fue dibujado sin su característico ceño fruncido para el episodio.

### Casting
El luchador profesional Bret Hart fue la estrella invitada del episodio interpretándose a sí mismo, e insistió mucho en ser diseñado usando su traje de lucha libre color rosa. Explicó que "es muy genial ser parte de un programa que hace reír tanto, pero tanto a la gente". Los medios dijeron anticipadamente que Hart iba a comprar la mansión del Sr. Burns, diciendo erróneamente que "Hart ofrece luchar con él por el lugar". Más tarde, Hart aportó su voz para la serie animada de televisión Jacobo Dos-Dos. La prensa notó que en esta ocasión no era extraño ver a Hart "animado", ya que había sido inmortalizado en "The Old Man and the Lisa." Posteriormente, fue incluida una escena de este episodio en el documental de Bret Hart "Hitman Hart: Wrestling with Shadows."